# Recol·lecció de dades

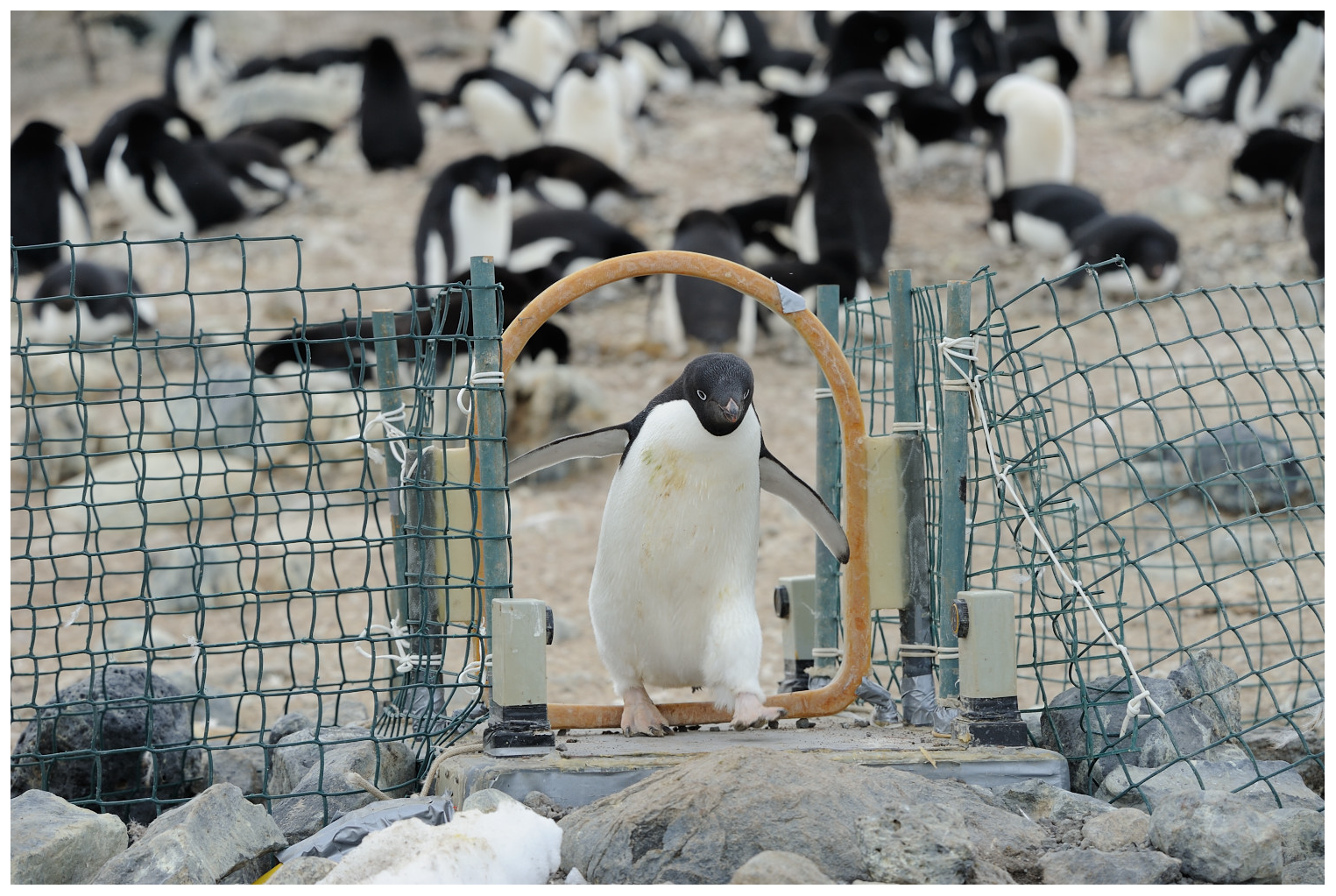
Exemple de recopilació de dades a les ciències biològiques: els pingüins Adelia s'identifiquen i pesen cada vegada que creuen el pont de pesatge automatitzat en el seu camí cap a o des del mar.

La recopilació de dades és el procés de recopilar i mesurar informació sobre variables específiques en un sistema establert, que després permet respondre preguntes rellevants i avaluar resultats. La recopilació de dades és un component de la investigació en tots els camps d'estudi, incloses les ciències físiques i socials, les humanitats i els negocis. Tot i que els mètodes varien segons la disciplina, l'èmfasi a garantir una recol·lecció precisa i honesta continua sent el mateix. L'objectiu de tota la recopilació de dades és capturar evidència de qualitat que permeti que l'anàlisi condueixi a formular respostes convincents i creïbles a les preguntes que s'han plantejat.

## Importància
Independentment del camp d'estudi o la preferència per definir dades (quantitatives o qualitatives), la recopilació precisa de dades és essencial per mantenir la integritat de la investigació. La selecció d'instruments de recol·lecció de dades apropiades (existents, modificades o desenvolupades recentment) i instruccions clarament delineades per al seu ús correcte redueixen la probabilitat d'errors.
És necessari un procés formal de recopilació de dades, ja que garanteix que les dades recopilades siguin definides i precises. D'aquesta manera, les decisions posteriors basades en arguments incorporats a les troballes es prenen utilitzant dades vàlides. El procés proporciona una línia de base des de la qual mesurar i, en certs casos, una indicació de què cal millorar.
Hi ha 5 mètodes comuns de recopilació de dades; enquestes i qüestionaris tancats, enquestes i qüestionaris oberts, entrevistes 1 a 1, grups focals i observació directa.

## Problemes d'integritat de dades
La raó principal per mantenir la integritat de les dades és recolzar lobservació derrors en el procés de recopilació de dades. Aquests errors es poden cometre intencionalment (falsificació deliberada) o no intencionalment (errors aleatoris o sistemàtics).
Hi ha dos enfocaments que poden protegir la integritat de les dades i assegurar la validesa científica dels resultats de l'estudi:
- Garantia de qualitat: totes les accions realitzades abans de la recopilació de dades
- Control de qualitat: totes les accions realitzades durant i després de la recopilació de dades

### Assegurança de qualitat
El seu enfocament principal és la prevenció, que és principalment una activitat rendible per protegir la integritat de la recopilació de dades. L'estandardització del protocol demostra millor aquesta activitat rendible, que es desenvolupa en un manual de procediments exhaustiu i detallat per a la recopilació de dades. El risc de no identificar problemes i errors en el procés de recerca és evidentment a pautes mal escrites. A continuació s'enumeren diversos exemples d'aquestes falles:
- Incertesa de temps, mètodes i identificació de la persona responsable.
- Llistat parcial d'articles necessaris per ser recol·lectats
- Descripció vaga dels instruments de recopilació de dades en lloc de instruccions rigoroses pas a pas sobre l'administració de proves
- No reconèixer el contingut exacte i les estratègies per capacitar i capacitar els membres del personal responsables de la recopilació de dades
- Instruccions poc clares per utilitzar, fer ajustaments i calibrar equips de recol·lecció de dades
- No hi ha un mecanisme predeterminat per documentar els canvis en els procediments que tenen lloc durant la investigació.

### Control de qualitat
Com que les accions de control de qualitat tenen lloc durant o després de la col·lecció de dades, tots els detalls es documenten amb cura. Hi ha la necessitat d'una estructura de comunicació clarament definida com a condició prèvia per establir sistemes de monitorització. No es recomana la incertesa sobre el flux dinformació, ja que una estructura de comunicació mal organitzada condueix a un control lax i també pot limitar les oportunitats per detectar errors. El control de qualitat també és responsable de la identificació de les accions necessàries per corregir les pràctiques de recopilació de dades defectuoses i també de minimitzar aquests esdeveniments futurs. És més probable que un equip no s'adoni de la necessitat de fer aquestes accions si els seus procediments estan escrits vagament i no es basen en comentaris o educació.
Problemes de recopilació de dades que requereixen una acció ràpida:
- Errors sistemàtics
- Violació de protocol
- Frau o mala conducta científica
- Errors en elements de dades individuals
- Personal individual o problemes de rendiment del lloc